# اتکو (نیوجرزی)
اتکو (به انگلیسی: Atco) یک منطقهٔ مسکونی در ایالات متحده آمریکا است که در واترفورد، نیوجرسی واقع شده‌است. اتکو ۱۲٬۳۵۰ نفر جمعیت دارد و ۴۵ متر بالاتر از سطح دریا واقع شده‌است.